# 佐藤喜一郎

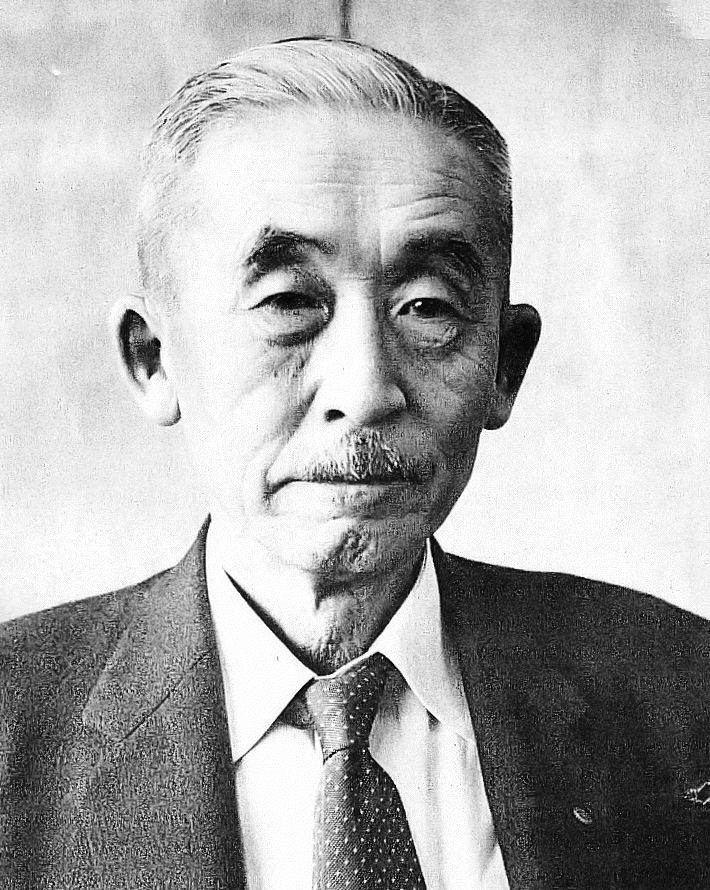
佐藤喜一郎

佐藤 喜一郎（さとう きいちろう、1894年1月22日 - 1974年5月24日）は、日本の実業家、銀行家。元帝国銀行頭取、三井銀行社長、日本棋院総裁。

## 生涯
神奈川県横浜市出身。横浜一中、一高、1917年東京帝国大学経済学部卒業後、米山梅吉の紹介で、三田会の学閥の色合いが強い戦前の三井銀行（現・三井住友銀行）に入行。ニューヨーク支店長、大阪支店長など、海外要員として経営中枢からは遠ざけられ、1941年には三井銀行の海外担当取締役、1943年の帝銀発足時も常務にあった。戦後は一転して1946年の公職追放の発表に先立って、万代順四郎会長、入間野武雄頭取（大蔵省出身）はじめ、戦前三井財閥のリーダー池田成彬に、池田の子飼でありかつ万代の後継と目されていた大矢知昇常務も退任したため、佐藤が予期せぬ頭取の座に就任した。
戦後の混乱期にあって、財閥解体によって散り散りになった三井系各社の再結集に反対したとされている。その際、GHQは商社には手をつけても銀行には手をつけない方針（「逆コース」）だったとされていたにもかかわらず、帝銀からの第一銀行の分離独立も実行した。三井銀行は昭和初期までトップ行の地位にあったにもかかわらず、1940年には預金高で六大銀行中最下位にあったため、第一銀行を合併することでトップ行の地位に返り咲いていたが、この時の佐藤の決断によって、戦後の三井銀行は脆弱な資金量に起因する中位行の地位を遂に克服することができなかったとされている。思わぬ頭取の地位に佐藤が自身のマネジメント力の薄弱を自覚すればするほど、これら一連の決断が佐藤にとって不可避なものだったともいわれている。すなわち、慶應出身者らによる学閥の復活を警戒し、三井系各社や渋沢栄一以来の第一銀行出身者らを束ねていくことが重荷だったとされている。
1948年帝銀から第一銀行を分離、1954年三井銀行に行名が戻り当行社長に就任。その際、頭取を社長と改称。以後、会長、相談役を歴任し、三井グループの総帥として活躍した。子飼とされた柳満珠雄、田中久兵衛の両社長時代を経て1968年の小山五郎の社長就任頃まで実質的な決裁権限があったとされている。また、社外にあっても戦後日本の経済界のリーダーとして活躍し、経団連副会長などの要職を歴任した。1974年5月24日に80歳で死亡。

## 家族・親族
長男は矢野一郎の三女と結婚した。長女は松本十郎に嫁いだが夭折。松本は後に伊藤博文の曾孫と再婚。

## 逸話
- 経団連評議員会議長、社団法人日・タイ経済協力協会会長などを務めた。
- 日本棋院総裁をつとめ、1972年に大倉賞を受賞。
- 日本経済新聞に「私の履歴書」を連載したことがある。
- 日経ビジネス人文庫の「経済人の名言〈上〉―勇気と知恵の人生訓」（堺屋太一監修、日本経済新聞社刊）に、佐藤の言が掲載されている。
- 死後、三井銀行佐藤喜一郎追悼録編纂委員会によって「佐藤喜一郎追悼録」が編まれた。